# Talia al Ghul
Talia al Ghul est un personnage de fiction appartenant à l'univers de DC Comics. Créée par Bob Brown et Dennis O'Neil, elle apparaît pour la première fois dans le comic Detective Comics #411 en mai 1971.
Son nom en arabe « تاليا الغول » signifie « avant-garde du démon ». Thalia utilise parfois une forme anglicisée de son nom, Talia Head (dérivé du nom de son père, qui signifie « Tête du démon »).

## Biographie fictive
Talia al Ghul est la fille de Ra's al Ghul. Elle tombe amoureuse de Batman. Une nuit, elle lui fait boire une substance et profite de son état pour abuser de lui. Elle lui donnera un fils, Damian.
Talia est enlevée par sa demi-sœur, Nyssa Raatko. Cette dernière fut le témoin du massacre de sa famille dans les camps nazis pour lesquels travaillait Ra's al Ghul. Elle tente de nuire à son géniteur. Après avoir enlevé Talia, elle la poignarde et la plonge dans un Puits de Lazare, la ramenant à la vie dans un état psychotique. Elle tue et ranime Talia de nombreuses fois jusqu'à ce qu'elle lui soit entièrement dévouée. Ensemble, elles éliminent leur père, la « Tête de Démon ».
Pour un temps, Talia devient l'une des figures majeures de la Société Secrète des Super-Vilains, créée par Alexander Luthor III en réaction au lavage de cerveau par la JLA de Dr Light et d'autres criminels. Elle se charge notamment du recrutement des super-criminels.
Talia confie à Bruce Wayne Damian Wayne, le fils qu'ils ont eu ensemble. Ses méthodes ne sont cette fois plus nuancées : Talia n'hésite plus à tuer ou handicaper pour parvenir à ses fins.

## Biographie alternative dansThe Dark Knight Rises
Des années avant l'histoire du film, un jeune mercenaire (que l'on apprendra plus tard être Ra's al Ghul), tomba amoureux de la fille d'un seigneur de guerre. Ayant découvert leur union, le chef de guerre condamna le mercenaire à la prison à vie, jusqu'à ce que sa fille le supplie de prendre sa place, par amour. Ra's al Ghul fut libéré, ignorant que sa bien-aimée s'était sacrifiée pour lui et qu'elle portait en elle leur enfant à naître. La jeune mère donna naissance à une petite fille dans la prison (une sorte de grand puits large et profond d'où il est presque impossible de s'échapper) et la prénomma Talia.
Lorsque la petite devint un peu plus âgée, il y eut une révolte au sein de la prison où sa mère trouva la mort. Talia se retrouva alors sous la tutelle de celui qu'elle appellerait plus tard son protecteur : Bane. Un jour, une autre révolte éclata, durant laquelle Bane aida Talia à s'enfuir, au prix d'une terrible blessure au visage. Une fois échappée du puits, Talia partit retrouver son père et se joignit ainsi à la Ligue des Ombres. Ra's Al Ghul lança un assaut contre la prison et y découvrit Bane, défiguré par les autres prisonniers.
Intégré à son tour à la Ligue des Ombres et initié par le père de Talia, Bane gagna en force et en connaissance. Il apprit notamment la volonté de la Ligue de purger Gotham de ses péchés en la réduisant à nouveau en cendres (scénario de Batman Begins de Christopher Nolan, premier film de la trilogie, sorti en 2005). Mais Ra's, trouvant son nouvel élève trop brutal et découvrant qu'il avait une relation avec sa fille, l'excommunia de la Ligue des Ombres.
Ra's trouva la mort à Gotham en tentant de la détruire. Talia changea alors d'identité pour devenir Miranda Tate, une puissante femme d'affaires. Bane, quant à lui, devint un mercenaire redouté et resta jusqu'au bout au service de Talia.

## Analyse du personnage
Son rôle habituel consiste à entretenir une relation amoureuse avec Batman. Son père, à la tête d'un puissant empire criminel mondial, considère ce dernier comme l'homme idéal pour épouser Talia et devenir ainsi son héritier. Évidemment, Batman rejette la criminalité, mais montre un intérêt considérable pour la fille de son ennemi.
Celle-ci est un personnage complexe, ni bonne ni mauvaise, plutôt une anti-héroïne. Elle a indubitablement commis des actes criminels, cependant, ils l'ont été par loyauté envers son père plutôt que par intérêt personnel. Elle a sauvé ou aidé Batman à de nombreuses reprises. En outre, elle a grandement contribué à la chute de Lex Luthor.

## Œuvres où le personnage apparaît

### Comics
- Batman : Le Fils du démon (Batman: Son of the Demon, 1987, Dessins : Jerry Bingham, scénario : Mike W. Barr) [4]
- Batman : La Résurrection de Ra's al Ghul (Batman: The Resurrection of Ra's al Ghul, 2009, Dessins : Tony Daniel, Don Kramer, Ryan Benjamin… scénario : Paul Dini, Grant Morrison…)

### Films
- The Dark Knight Rises de Christopher Nolan, avec Marion Cotillard, Joey King et Harry Coles. Marion Cotillard performance a été saluée et est considérée comme l'une des meilleures méchantes féminines du cinéma[5],[6],[7],[8].
- Le Fils de Batman de Ethan Spaulding, avec Morena Baccarin (voix).
- Batman : Mauvais Sang de Jay Oliva, doublée par Morena Baccarin.

### Séries télévisées
- Batman (Paul Dini, Bruce Timm, Eric Radomski, 1992-1995) avec Helen Slater (VF : Laurence Crouzet, Patricia Legrand, Sybille Tureau, Brigitte Berges)
- Superman, l'Ange de Metropolis (Superman, Alan Burnett, Paul Dini, Bruce Timm, 1996-2000) avec Olivia Hussey (VF : Laurence Crouzet)
- Batman, la relève (Batman Beyond, Alan Burnett, Paul Dini, Glen Murakami, Bruce Timm, 1999-2001) avec Olivia Hussey (VF : Brigitte Berges)
- Batman : L'Alliance des héros (Batman: The Brave and the Bold, James Tucker, 2008-2011) avec Andrea Bowen (VF : Barbara Beretta)
- Legends of Tomorrow (2015-en cours) avec Milli Wilkinson dans une version enfant dans l'épisode "Left Behind" (1.09).
- Arrow (2012-2020) avec Lexa Doig qui interprète le personnage adulte dans la saison 5.
- La Ligue des Justiciers : Nouvelle Génération (Young Justice, Greg Weisman, Brandon Vietti, 2019) avec Zehra Fazal (VF : Pascale Chemin)

### Jeux vidéo
- Batman: Dark Tomorrow
- Lego Batman, le jeu vidéo version Nintendo DS
- Batman: Arkham City (édité par WB Games, et développé par Rocksteady), sorti le 20 octobre 2011
- DC Universe Online
- Lego Batman 2: DC Super Heroes version Nintendo 3DS et PlayStation Vita
- Gotham Knights